# Masters de tennis féminin 2014
Résultats détaillés de l'édition 2014 des Masters de tennis féminin.

## Primes et points
| Tour                             | Prime       | Points |
| -------------------------------- | ----------- | ------ |
| Cumul pour le vainqueur invaincu | 2 190 000 $ | 1500   |
| Pour la victoire en finale       | 1 076 000 $ | + 450  |
| Pour la victoire en demi-finale  | 545,000 $   | + 360  |
| Pour chaque match de poule gagné | 143,000 $   | + 160  |
| Pour chaque participante         | 140,000 $   | 210    |
| Pour chaque remplaçante          | 62,000 $    | –      |

| Tour          | Prime     | Points |
| ------------- | --------- | ------ |
| Victoire      | 500 000 $ | 1 500  |
| Finale        | 250 000 $ | 1 050  |
| 1/2 finale    | 125 000 $ | 690    |
| 1/4 de finale | 75 000 $  | 460    |

## Faits marquants
- Le Masters de fin de saison se déroule pour la première fois à Singapour au Singapore Indoor Stadium.

## Fonctionnement de l'épreuve
L'épreuve se dispute selon les modalités dites du « round robin ». Les huit meilleures joueuses de la saison sont séparées en deux groupes de quatre : un groupe dit « blanc » et l'autre « rouge ». S'affrontant toutes entre elles, seules les deux premières joueuses de chacun des groupes sont conviées en demi-finale, avant l'ultime confrontation pour le titre.
Le tournoi de double dames regroupe les huit paires les plus performantes de l'année dans un tableau classique à élimination directe (quarts de finale, demi-finales et finale).
| Ordre de qualification | Classement WTA Race | Date de qualification | Meilleure performance | Joueuse             | Résultat    |
| ---------------------- | ------------------- | --------------------- | --------------------- | ------------------- | ----------- |
| 1                      | 1                   | 5 septembre 2014      | V (4)                 | Serena Williams     | V (4V, 1D)  |
| 2                      | 2                   | 9 septembre 2014      | V (1)                 | Maria Sharapova     | RR (1V, 2D) |
| 3                      | 4                   | 15 septembre 2014     | -                     | Simona Halep        | F (3V, 2D)  |
| 4                      | 3                   | 27 septembre 2014     | V (1)                 | Petra Kvitová       | RR (1V, 2D) |
| 5                      | 5                   | 2 octobre 2014        | -                     | Eugenie Bouchard    | RR (0V, 3D) |
| 6                      | 6                   | 2 octobre 2014        | DF (1)                | Agnieszka Radwańska | DF (1V, 3D) |
| 7                      | 7                   | 2 octobre 2014        | DF (1)                | Ana Ivanović        | RR (2V, 1D) |
| 8                      | 8                   | 2 octobre 2014        | F (1)                 | Caroline Wozniacki  | DF (3V, 1D) |

| Classement WTA Race | Joueuse            | Résultat |
| ------------------- | ------------------ | -------- |
| 10                  | Angelique Kerber   | -        |
| 11                  | Ekaterina Makarova | -        |

| Joueuse             | SW   | MS   | SH  | PK  | EB  | AR   | AI  | CW  | % victoires  |
| ------------------- | ---- | ---- | --- | --- | --- | ---- | --- | --- | ------------ |
| Serena Williams     |      | 16-2 | 3-0 | 5-0 | 1-0 | 8-0  | 7-1 | 9-1 | 49-4 (92 %)  |
| Maria Sharapova     | 2-16 |      | 5-0 | 6-2 | 3-0 | 10-2 | 9-4 | 5-3 | 40-27 (60 %) |
| Simona Halep        | 0-3  | 0-5  |     | 2-0 | 1-1 | 2-4  | 2-1 | 1-1 | 8-15 (35 %)  |
| Petra Kvitová       | 0-5  | 2-6  | 0-2 |     | 3-0 | 5-1  | 3-4 | 4-4 | 17-22 (44 %) |
| Eugenie Bouchard    | 0-1  | 0-3  | 1-1 | 0-3 |     | 0-1  | 2-0 | 1-0 | 4-9 (31 %)   |
| Agnieszka Radwańska | 0-8  | 2-10 | 4-2 | 1-5 | 1-0 |      | 7-3 | 4-6 | 19-34 (36 %) |
| Ana Ivanović        | 1-7  | 4-9  | 1-2 | 4-3 | 0-2 | 3-7  |     | 5-2 | 18-32 (36 %) |
| Caroline Wozniacki  | 1-9  | 3-5  | 1-1 | 4-4 | 0-1 | 6-4  | 2-5 |     | 17-29 (37 %) |

## Résultats en simple

### Groupe Rouge
- Serena Williams (no 1)
- Simona Halep (no 4)
- Eugenie Bouchard (no 5)
- Ana Ivanović (no 7)

#### Résultats
| Date       | Vainqueur       | Adversaire       | Score          | Durée      |
| ---------- | --------------- | ---------------- | -------------- | ---------- |
| 20 octobre | Serena Williams | Ana Ivanović     | 6-4, 6-4       | 1 h 18 min |
| 20 octobre | Simona Halep    | Eugenie Bouchard | 6-2, 6-3       | 1 h 8 min  |
| 22 octobre | Simona Halep    | Serena Williams  | 6-0, 6-2       | 1 h 5 min  |
| 22 octobre | Ana Ivanović    | Eugenie Bouchard | 6-1, 6-3       | 1 h 23 min |
| 23 octobre | Serena Williams | Eugenie Bouchard | 6-1, 6-1       | 57 min     |
| 24 octobre | Ana Ivanović    | Simona Halep     | 7-67, 3-6, 6-3 | 2 h 9 min  |

#### Classement
| Rang poule | Classement WTA Race | Joueuse          | Match(s) G-P | Set(s) G-P | Jeux G-P |
| ---------- | ------------------- | ---------------- | ------------ | ---------- | -------- |
| 1          | 4                   | Simona Halep     | 2-1          | 5-2        | 39-23    |
| 2          | 1                   | Serena Williams  | 2-1          | 4-2        | 26-22    |
| 3          | 7                   | Ana Ivanović     | 2-1          | 4-3        | 36-31    |
| 4          | 5                   | Eugenie Bouchard | 0-3          | 0-6        | 11-36    |

### Groupe Blanc
- Maria Sharapova (no 2)
- Petra Kvitová (no 3)
- Agnieszka Radwańska (no 6)
- Caroline Wozniacki (no 8)

#### Résultats
| Date       | Vainqueur           | Adversaire          | Score           | Durée      |
| ---------- | ------------------- | ------------------- | --------------- | ---------- |
| 21 octobre | Caroline Wozniacki  | Maria Sharapova     | 7-64, 65-7, 6-2 | 3 h 13 min |
| 21 octobre | Agnieszka Radwańska | Petra Kvitová       | 6-2, 6-3        | 1 h 29 min |
| 23 octobre | Caroline Wozniacki  | Agnieszka Radwańska | 7-5, 6-3        | 1 h 46 min |
| 23 octobre | Petra Kvitová       | Maria Sharapova     | 6-3, 6-2        | 1 h 15 min |
| 24 octobre | Maria Sharapova     | Agnieszka Radwańska | 7-5, 64-7, 6-2  | 3 h 9 min  |
| 24 octobre | Caroline Wozniacki  | Petra Kvitová       | 6-2, 6-3        | 1 h 9 min  |

#### Classement
| Rang poule | Classement WTA Race | Joueuse             | Match(s) G-P | Set(s) G-P | Jeux G-P |
| ---------- | ------------------- | ------------------- | ------------ | ---------- | -------- |
| 1          | 8                   | Caroline Wozniacki  | 3-0          | 6-1        | 44-28    |
| 2          | 6                   | Agnieszka Radwańska | 1-2          | 3-4        | 34-37    |
| 3          | 2                   | Maria Sharapova     | 1-2          | 3-5        | 39-45    |
| 4          | 3                   | Petra Kvitová       | 1-2          | 2-4        | 22-29    |

### Tableau final
|  |                     |            |                 |            |              |     |   |        |        |        |        |        |
|  | 1/2 finale          | 1/2 finale | 1/2 finale      | 1/2 finale | 1/2 finale   |     |   | Finale | Finale | Finale | Finale | Finale |
|  |                     |            | 1 h 7 min       |            |              |     |   |        |        |        |        |        |
|  |                     |            |                 |            |              |     |   |        |        |        |        |        |
|  | Simona Halep        | (4)        | 6               | 6          |              |     |   |        |        |        |        |        |
|  | Simona Halep        | (4)        | 6               | 6          | 1 h 11 min   |     |   |        |        |        |        |        |
|  | Agnieszka Radwańska | (6)        | 2               | 2          |              |     |   |        |        |        |        |        |
|  | Agnieszka Radwańska | (6)        | 2               | 2          | Simona Halep | (4) | 3 | 0      |        |        |        |        |
|  |                     |            | 2 h 13 min      |            | Simona Halep | (4) | 3 | 0      |        |        |        |        |
|  |                     |            | Serena Williams | (1)        | 6            | 6   |   |        |        |        |        |        |
|  | Serena Williams     | (1)        | Serena Williams | (1)        | 6            | 6   | 2 | 6      | 7      |        |        |        |
|  | Serena Williams     | (1)        |                 |            |              |     | 2 | 6      | 7      |        |        |        |
|  | Caroline Wozniacki  | (8)        | 6               | 3          | 6            |     |   |        |        |        |        |        |
|  | Caroline Wozniacki  | (8)        | 6               | 3          | 6            |     |   |        |        |        |        |        |

### Classement final
| Résultat        | Classement WTA Race | Joueuse             | Match(s) G-P | Set(s) G-P | Jeux G-P    | Points gagnés | Nouveau rang |
| --------------- | ------------------- | ------------------- | ------------ | ---------- | ----------- | ------------- | ------------ |
| Vainqueur       | 1                   | Serena Williams     | 4-1 (+3)     | 8-3 (+5)   | 51-40 (+11) | 1340          | 1            |
| Finaliste       | 4                   | Simona Halep        | 3-2 (+1)     | 7-4 (+3)   | 54-39 (+15) | 890           | 3            |
| Demi-finalistes | 8                   | Caroline Wozniacki  | 3-1 (+2)     | 7-3 (+4)   | 59-43 (+16) | 690           | 8            |
| Demi-finalistes | 6                   | Agnieszka Radwańska | 1-3 (-2)     | 3-6 (-3)   | 38-49 (-11) | 370           | 6            |
| Poule           | 7                   | Ana Ivanović        | 2-1 (+1)     | 4-3 (+1)   | 36-31 (+5)  | 530           | 5            |
| Poule           | 2                   | Maria Sharapova     | 1-2 (-1)     | 3-5 (-2)   | 39-45 (-6)  | 370           | 2            |
| Poule           | 3                   | Petra Kvitová       | 1-2 (-1)     | 2-4 (-2)   | 22-29 (-7)  | 370           | 4            |
| Poule           | 5                   | Eugenie Bouchard    | 0-3 (-3)     | 0-6 (-6)   | 11-36 (-25) | 210           | 7            |

## Résultats en double

### Parcours
| Ordre de qualification | Classement WTA Race | Date de qualification | Meilleure performance | Équipe                                | Résultat      |
| ---------------------- | ------------------- | --------------------- | --------------------- | ------------------------------------- | ------------- |
| 1                      | 1                   | 11 juillet 2014       | DF (2) DF (2)         | Sara Errani Roberta Vinci             | 1/4 de finale |
| 2                      | 2                   | 10 septembre 2014     | V (1) V (1)           | Hsieh Su-Wei Peng Shuai               | Finale        |
| 3                      | 4                   | 10 septembre 2014     | F (1) F (1)           | Ekaterina Makarova Elena Vesnina      | 1/4 de finale |
| 4                      | 3                   | 22 septembre 2014     | V (2) -               | Cara Black Sania Mirza                | Victoire      |
| 5                      | 5                   | 25 septembre 2014     | - -                   | Raquel Kops-Jones Abigail Spears      | 1/4 de finale |
| 5                      | 6                   | 1er octobre 2014      | F (3) F (3)           | Květa Peschke Katarina Srebotnik      | 1/2 finale    |
| 7                      | 7                   | 6 octobre 2014        | - -                   | Garbiñe Muguruza Carla Suárez Navarro | 1/4 de finale |
| 8                      | 8                   | 12 octobre 2014       | - -                   | Alla Kudryavtseva Anastasia Rodionova | 1/2 finale    |

### Tableau final
|  |                                       |                         |                         |                                  |               |                                       |     |            |            |            |            |            |                        |     |        |        |        |        |        |  |  |
|  | 1/4 de finale                         | 1/4 de finale           | 1/4 de finale           | 1/4 de finale                    | 1/4 de finale |                                       |     | 1/2 finale | 1/2 finale | 1/2 finale | 1/2 finale | 1/2 finale |                        |     | Finale | Finale | Finale | Finale | Finale |  |  |
|  |                                       |                         | 9 min                   |                                  |               |                                       |     |            |            |            |            |            |                        |     |        |        |        |        |        |  |  |
|  |                                       |                         |                         |                                  |               |                                       |     |            |            |            |            |            |                        |     |        |        |        |        |        |  |  |
|  | Sara Errani Roberta Vinci             | (1)                     | 1                       | ab.                              |               |                                       |     |            |            |            |            |            |                        |     |        |        |        |        |        |  |  |
|  | Sara Errani Roberta Vinci             | (1)                     | 1                       | ab.                              | 2 h 1 min     |                                       |     |            |            |            |            |            |                        |     |        |        |        |        |        |  |  |
|  | Květa Peschke Katarina Srebotnik      | (6)                     | 2                       |                                  |               |                                       |     |            |            |            |            |            |                        |     |        |        |        |        |        |  |  |
|  | Květa Peschke Katarina Srebotnik      | (6)                     | 2                       | Květa Peschke Katarina Srebotnik | (6)           | 6                                     | 5   | 9          |            |            |            |            |                        |     |        |        |        |        |        |  |  |
|  |                                       |                         | 1 h 32 min              | Květa Peschke Katarina Srebotnik | (6)           | 6                                     | 5   | 9          |            |            |            |            |                        |     |        |        |        |        |        |  |  |
|  |                                       |                         | Cara Black Sania Mirza  | (3)                              | 4             | 7                                     | 11  |            |            |            |            |            |                        |     |        |        |        |        |        |  |  |
|  | Cara Black Sania Mirza                | (3)                     | Cara Black Sania Mirza  | (3)                              | 4             | 7                                     | 11  | 6          | 2          | 12         |            |            |                        |     |        |        |        |        |        |  |  |
|  | Cara Black Sania Mirza                | (3)                     |                         |                                  |               |                                       |     | 6          | 2          | 12         | 59 min     |            |                        |     |        |        |        |        |        |  |  |
|  | Raquel Kops-Jones Abigail Spears      | (5)                     | 3                       | 6                                | 10            |                                       |     |            |            |            |            |            |                        |     |        |        |        |        |        |  |  |
|  | Raquel Kops-Jones Abigail Spears      | (5)                     | 3                       | 6                                | 10            |                                       |     |            |            |            |            |            | Cara Black Sania Mirza | (3) | 6      | 6      |        |        |        |  |  |
|  |                                       |                         | 1 h 36 min              |                                  |               |                                       |     |            |            |            |            |            | Cara Black Sania Mirza | (3) | 6      | 6      |        |        |        |  |  |
|  |                                       | Hsieh Su-Wei Peng Shuai | (2)                     | 1                                | 0             |                                       |     |            |            |            |            |            |                        |     |        |        |        |        |        |  |  |
|  | Alla Kudryavtseva Anastasia Rodionova | Hsieh Su-Wei Peng Shuai | (2)                     | 1                                | 0             | (8)                                   | 4   | 6          | 10         |            |            |            |                        |     |        |        |        |        |        |  |  |
|  | Alla Kudryavtseva Anastasia Rodionova |                         | 1 h 5 min               |                                  |               | (8)                                   | 4   | 6          | 10         |            |            |            |                        |     |        |        |        |        |        |  |  |
|  | Ekaterina Makarova Elena Vesnina      | (4)                     | 6                       | 2                                | 6             |                                       |     |            |            |            |            |            |                        |     |        |        |        |        |        |  |  |
|  | Ekaterina Makarova Elena Vesnina      | (4)                     | 6                       | 2                                | 6             | Alla Kudryavtseva Anastasia Rodionova | (8) | 1          | 4          |            |            |            |                        |     |        |        |        |        |        |  |  |
|  |                                       |                         | 1 h 24 min              |                                  |               | Alla Kudryavtseva Anastasia Rodionova | (8) | 1          | 4          |            |            |            |                        |     |        |        |        |        |        |  |  |
|  |                                       |                         | Hsieh Su-Wei Peng Shuai | (2)                              | 6             | 6                                     |     |            |            |            |            |            |                        |     |        |        |        |        |        |  |  |
|  | Garbiñe Muguruza Carla Suárez Navarro | (7)                     | Hsieh Su-Wei Peng Shuai | (2)                              | 6             | 6                                     | 4   | 1          |            |            |            |            |                        |     |        |        |        |        |        |  |  |
|  | Garbiñe Muguruza Carla Suárez Navarro | (7)                     |                         |                                  |               |                                       | 4   | 1          |            |            |            |            |                        |     |        |        |        |        |        |  |  |
|  | Hsieh Su-Wei Peng Shuai               | (2)                     | 6                       | 6                                |               |                                       |     |            |            |            |            |            |                        |     |        |        |        |        |        |  |  |
|  | Hsieh Su-Wei Peng Shuai               | (2)                     | 6                       | 6                                |               |                                       |     |            |            |            |            |            |                        |     |        |        |        |        |        |  |  |